# Thomas DeSimone
Thomas Anthony DeSimone (nascido em 24 de maio de 1950 – desapareceu em 14 de janeiro de 1979), também conhecido como Two-Gun Tommy ou Tommy D, foi um criminoso americano, de origem italiana, que trabalhava como gangster e associado da Família Lucchese de Nova Iorque. DeSimone era neto e sobrinho dos chefes da família criminosa de Los Angeles, Rosario DeSimone e Frank DeSimone, respectivamente. Ele era casado com Angelica "Cookie" Spione, mas tinha muitas amantes, incluindo Theresa Ferrara.
No filme Goodfellas, de Martin Scorsese, o personagem Tommy DeVito (interpretado por Joe Pesci) é baseado em DeSimone.

## Biografia
Nascido em 1950 na cidade de Cambridge, Massachusetts, Tommy vinha de uma família envolvida no crime, sendo que seu pai e tio serviram como chefes de uma família criminosa de Los Angeles. Ele tinha dois irmãos que também eram gangsters, Robert DeSimone e Anthony DeSimone, sendo que este útlimo foi assassinado pelo mafioso Thomas Agro em 1979.
Em 1965, ele foi apresentado a Paul Vario e se tornou membro de sua gangue. Lá Tommy conheceu Jimmy Burke e Henry Hill e juntos realizaram várias atividades criminosas. DeSimone participava de roubo de caminhões, venda e manejo de propriedade roubada, extorsão, fraude e assassinatos.
DeSimone ficou conhecido por seu temperamento ruim e explosivo. Segundo Henry Hill, não era necessário muita coisa para deixar Tommy irritado e ele costumava bater e matar pessoas sem muito motivo. Hill também afirmou que Tommy era um "Psicopata completo". Também costumava andar por ai com roupas de grife e carros de luxo, esbanjando o dinheiro que conseguia. A principal fonte de renda do grupo era roubo de cargas. Em 1968, aos 17 anos, DeSimone teria cometido seu primeiro assassinato. O homem morto era Howard Goldstein, um pedestre sem ligação com ele. Henry Hill afirmou que não sabia quantas pessoas Tommy matou mas teriam sido várias. Segundo Hill, DeSimone gostava de testar suas armas novas em "alvos humanos" atirando e matando pessoas aleatoriamente.
Contudo, um assassinato em particular chamaria a atenção. Em 11 de junho de 1970, de acordo com o testemunho de Henry Hill, Tommy DeSimone e Jimmy Burke assassinaram William "Billy Batts" Bentvena, um homem feito da Família Gambino. O motivo do assassinato seria que Billy Batts teria zombado de Tommy, pedindo para ele "engraxar os seus sapatos". Um motivo mais palpável, porém, teria sido o fato de Burke ter tomado os negócios de agiotagem de Batts enquanto este estava na cadeia e agora estava querendo retomar o seu empreendimento, algo que Jimmy não aceitaria. Batts foi baleado e esfaqueado diversas vezes. Esse assassinato gerou repercussões pois Billy Batts era um homem feito, ou seja, um gangster iniciado formalmente numa família criminosa. Um homem feito não pode ser morto, não sem uma permissão do chefe da família criminosa a qual este pertence. Essa desavença é um crime imperdoável na máfia e DeSimone ficou na mira da família Gambino. Entre outros assassinatos notórios cometidos por Tommy, de acordo com Hill, estava Michael "Spider" Gianco (por uma desavença), Dominick "Remo" Cersani (que era um informante da polícia de Nova Iorque) e Ronald "Foxy" Jerothe (Tommy saia com sua irmã e a espancava, algo que Foxy jurou vingança).
Em 1978, Thomas DeSimone participou do roubo da Lufthansa no Aeroporto JFK, o maior roubo qualificado da história dos Estados Unidos até então. O total roubado foi superior a US$ 6 milhões de dólares. Logo após o roubo, Tommy matou Parnell "Stacks" Edwards, um músico e criminoso afro-americano. Stacks era amigo de DeSimone e participou do roubo e deveria se livrar do caminhão usado, mas ele não o fez e deixou a polícia levar o veículo, colocando em perigo toda a operação. DeSimone matou Stacks com seis tiros de uma pistola silenciada.
Em 14 de janeiro de 1979, a esposa de Tommy, Angela, reportou formalmente que ele havia desaparecido. Seu corpo nunca foi encontrado. A versão mais aceita a respeito de seu desaparecimento seria que ele foi morto pela Família Gambino, a mando de John Gotti, como represália pelo assassinato de Billy Batts e Foxy Jerothe. Outra versão é que DeSimone teria sido morto como parte dos assassinatos de queima de arquivo após o roubo da Lufthansa. Uma das amantes dele era suspeita pela máfia de roubar US$ 250 mil dólares do roubo, além do fato de que outra de suas amantes, Theresa Ferrara, era uma informante do FBI. Jimmy Burke, amigo de Tommy, estava matando todos os envolvidos no roubo da Lufthansa (ele já havia assassinado Theresa, Martin Krugman, Robert McMahon, Joe Manri e Paolo LiCastri). O cunhado de DeSimone, que também era um criminoso com associações com a Família Lucchese, também desapareceu e foi presumido morto. Quando Henry Hill se tornou um informante do FBI, ele contou as autoridades que Tommy DeSimone foi morto pelos Gambinos. A polícia de Nova Iorque considera a data da morte de Tommy como sendo 14 de janeiro de 1979 (a data do seu desaparecimento), embora a data precisa da morte seja realmente desconhecida. No livro Gangsters and Goodfellas, Hill afirmou que sua esposa, Karen Friedman Hill, estava tendo um caso com o caporegime Paul Vario. Enquanto Hill estava na cadeia, DeSimone se aproximou de Karen para transar com ela, mas quando esta o recuso, Tommy teria tentado estupra-la. Vario, como vingança, se aproximou dos Gambino e contou tudo para eles a respeito de DeSimone, principalmente sobre os assassinatos de Jerothe e Batts, homens feitos que foram mortos sem permissão do seu chefe, em violação aos protocolos da máfia. Segundo o livro de Hill, entre dezembro de 1978 e janeiro de 1979, DeSimone foi contactado e afirmaram que ele iria se tornar um "homem feito". Peter Vario (o filho de Paul Vario) e Bruno Facciolo teriam levado ele para um local desconhecido, contando para ele que lá seria o local da cerimônia de iniciação, mas na verdade o levaram lá para mata-lo.
Há outras versões para a morte de DeSimone. Joseph "Joe Dogs" Iannuzzi, um informante da polícia, disse que o mafioso Thomas Agro foi o responsável. Agro também teria ordenado a morte dos dois irmãos de Tommy. Em uma entrevista para Howard Stern, Hill voltou a afirmar que Gotti foi o mandante da morte de Tommy. DeSimone foi declarado oficialmente morto pelo FBI em 1990.